# ناصر الدين اللقاني
ناصر الدين محمد بن حسن اللقاني (ت 958هـ)، إمام وفقيه محقق، كانت له عناية فائقة بالمختصر تدريسا وتتبعا لنصوصه وتحليلا لعباراته.

## مؤلفاته
- شرح خطبة خليل: حلل فيها اصطلاح خليل. قال الشيخ عبد الرحمن الديسي: (وهو عجيب مشتمل على علوم شتى وقد وضع على شرحه على الخطبة العلامة الأجهوري شرحا حافلا في مـجلد ضخم). وكذلك وضع عليه الشيخ عبد الباقي الزرقانـي (ت 1099هـ) شرحا قيّما، وللشيخ سعيد قدورة الجزائري (ت 1066هـ) تعليقات عليه. وشرح الناصر اللقاني مطبوع ومتداول.
- الفصول في أركان الإسلام :[1]

## من طلاب علمه
- عبد الوهاب الشعراني
- محمد بن عبد الرحمن العلقمي
- الخطيب الشربيني

## المصطلحات الحرفية
وهي التي تشير إلى أسماء الأئمة بحرف، أو حرفين من أسمائهم:
- صر: ناصر الدين اللقاني (ت 958 هـ).